# Arachnothelphusa terrapes
Arachnothelphusa terrapes е вид ракообразно от семейство Gecarcinucidae. Видът е незастрашен от изчезване.

## Разпространение
Разпространен е в Малайзия (Сабах).